# Schuilingpolder
De Schuilingpolder is een voormalig interprovinciaal waterschap in de provincies Groningen en Drenthe.
Het schap lag tussen Annerveen en Kiel-Windeweer en lag iets ten zuiden van de Wildervanksterweg. Het oorspronkelijke schap was slechts 7 ha groot, maar zo'n 120 ha aan weerszijden van de Semslinie profiteerden ervan mee. De molen is in onbruik geraakt, zodat C.C. Geertsema in zijn standaardwerk De zeeweringen, waterschappen en polders in de provincie Groningen uit 1910 concludeert dat het waterschap feitelijk niet meer bestaat. Het enige wat restte, was een watergang met twee onderleiders: een onder het Annerveenschkanaal en een onder het Kielsterdiep die uiteindelijk uitkwam in het Borgercompagniesterdiep.
Waterstaatkundig gezien ligt het gebied sinds 2000 binnen dat van het waterschap Hunze en Aa's.